# 6.8 Western
El 6.8 Western es un cartucho de fuego central para rifle diseñado en colaboración por Winchester Repeating Arms Company. y Browning Arms Company. Lanzado al mercado en el año 2021, para ser usado básicamente como cartucho de caza mayor.

## Historia
En 1925, Winchester lanzó al mercado el .270 Winchester, conocido entonces como el .270 WCF. El cual se desarrolló a partir del casquillo del 30-03 Springfield (básicamente similar .30-06 Springfield), al que se le ajustó el cuello para alojar un proyectil calibre .277" (6.8 mm). Si bien el .270 Winchester se demoró algunos años en alcanzar la popularidad de la que goza hasta la fecha, este cartucho logró ubicarse entre los preferidos por cazadores deportivos de todo el mundo debido a la trayectoria plana y alta velocidad de salida que genera con un proyectil spitzer de .130 granos, probando ser muy eficaz para abatir cérvidos y cabras de tamaño mediano, además de ser adecuado para su uso situaciones de caza de montaña y en pampas ya que con una velocidad de salida de la boca de un cañón de 24 pulgadas, de aproximadamente a 3060 pies/segundo en munición comercial producida en la actualidad, siendo centrado para tocar 3 pulgadas arriba del blanco a 90 metros, permite al cazador disparar sin tener que pensar en la caída de la bala para abatir a un animal de tamaño mediano hasta casi los 300 metros, distancia a la que habrá caído solo unas 4 pulgadas aproximadamente.
El .270 Winchester no tuvo mayor competencia que el .270 Weatherby Magnum, el que si bien es más rápido y que genera una trayectoria más plana, es también un cartucho más caro, menos disponible y que tiende a desgastar los cañones de manera apresurada; características que no le permitieron alcanzar la popularidad del .270 Winchester. En el 2002, Winchester lanza al mercado al .270 Winchester Short Magnum, como parte de su línea de cartuchos Short Magnum, los cuales se destacan por generar mayor velocidad de un cartucho que puede ser alimentado de un mecanismo de acción corta, similar al .308 Winchester .El .270 WSM aventajaba al .270 Winchester disparando un proyectil del mismo peso, 200 pies / segundo más rápido, lo que lógicamente extendía su rasante y aumentaba su energía. 
En el año 2007, Hornady lanza al mercado el 6.5 Creedmoor, como cartucho para tiro a largas distancias. El 6.5 Creedmoor, se basa también en un casquillo para mecanismo de acción corta, que deflagra la pólvora de manera más eficiente para disparar un proyectil de 6.5 mm, pero de alto coeficiente balístico, el cual debe ser estabilizado por cañones con ánimas más ajustadas con un ratio de giro de 1 revolución cada 8 pulgadas. Las características del 6.5 Creedmoor, resultaron atractivas desde que se popularizó el uso de telémetros, generando un cambio en las necesidades de los cazadores deportivos contemporáneos, que empezaron a valorar más a un proyectil por su capacidad de mantener su precisión a largas distancias y sortear el viento por sobre un proyectil que ofrezca una trayectoria templada a distancias medias pero que a partir de ciertas distancias empiece a perder energía y sea más vulnerable al efecto del viento, ya que con el uso de telémetros, se hace menos necesario tener que adivinar la distancia.
Basándose en estas nuevos preferencias es que Winchester, en combinación con Browning deciden lanzar el 6.8 Western como una nueva propuesta de calibre .277 que se ajuste a las tendencias actuales.

## Diseño de cartucho
El 6.8 Western es básicamente un .270 Winchester Short Magnum al que se le ha rebajado ligeramente el hombro para que tenga un poco más de longitud en el cuello del casquillo y alojar seguramente un proyectil de mayor longitud, dándose el mayor cambio en los rifles con recámara para este calibre, que tienen un cañón con un ánima con paso de 1:8 pulgadas en vez de 1:10" como es el caso común del .270 Winchester o el .270 Winchester Short Magnum; y así poder estabilizar proyectiles de mayor coeficiente balístico, de entre 165 y 175 granos, en vez de proyectiles más ligeros de entre 100 y 150 granos, como es el caso de los anteriores

## Performance
Con un proyectil de 165 granos, el 6.8 Western es capaz de replicar la velocidad inicial de un .270 Winchester con un proyectil de 150 granos; sin embargo, al cargar un proyectil más pesado y de mayor coeficiente balístico, éste desacelera menos y retendrá mayor energía a distancias superiores a los 600 metros, donde se comenzaría a percibir la ventaja de este proyectil sobre el anterior, distancias que pueden ser cuestionables para fines cinegéticos. Si bien se ha comparado en diferentes publicaciones que el 6.8 Western se acerca a la performance del .300 Winchester Magnum, con la ventaja de generar menor retroceso y de alimentarse de un rifle de caja de mecanismos corta, las comparaciones no se han hecho partiendo de proyectiles con coeficientes balísticos similares.
Centrado para impactar a 3 pulgadas por encima del blanco a 92 metros (100 yardas) con un proyectil Winchester Ballistic Silvertip de 170 granos, este caerá 4 pulgadas abajo a unos 278 metros y retendrá 1500 libras/pie de energía a 535 metros cayendo unas 54.3 pulgadas. Mientras que el .270 Winchester, que si bien tendrá una trayectoria más templada, habrá retenido solo 1,033 libras/pie de energía con un proyectil similar pero de 130 granos y el .300 Winchester Magnum con una bala similar de 180 granos, retendrá unos 1,963 pies a esa distancia.

## Uso deportivo
EL 6.8 Western es un cartucho adecuado para la caza deportiva de especies de cérvidos, carneros, cabras y antílopes de tamaño mediano, tales como el venado de cola blanca, el ciervo mulo o el carnero de Dall, a distancias considerables, y debido a la longitud de sus proyectiles ofrece una densidad seccional, que, en conjunto con el proyectil de construcción adecuada, lo hace recomendable para la caza de cérvidos más grandes como el wapiti o el alce incluso a largas distancias.